# Business Process Model and Notation

Ejemplo de diagrama de proceso de negocio.

Business Process Model and Notation (BPMN) (en español: Modelo y Notación de Procesos de Negocio) es una notación gráfica estandarizada que permite el modelado de procesos de negocio, en un formato de flujo de trabajo (workflow). BPMN fue inicialmente desarrollada por la organización Business Process Management Initiative (BPMI), y es actualmente mantenida por el Object Management Group (OMG), después de la fusión de las dos organizaciones en el año 2005. 
Su versión actual es la v2.0.2, publicada en 2013, que contiene una mejora menor sobre la versión del 2011 v2.0, respecto a formatos de intercambio.
El principal objetivo de BPMN es proporcionar una notación gráfica estándar que sea fácilmente legible y entendible por parte de todos los involucrados e interesados del negocio (stakeholders). Entre estos interesados están los analistas de negocio (quienes definen y redefinen los procesos), los desarrolladores técnicos (responsables de implementar los procesos), los gerentes y administradores del negocio (quienes monitorizan y gestionan los procesos). En síntesis, BPMN tiene la finalidad de servir como lenguaje común para cerrar la brecha de comunicación que frecuentemente se presenta entre el diseño de los procesos de negocio y su implementación, esto facilitará una mejor comprensión de lo que se realiza.
La gestión por procesos se confirma como uno de los mejores sistemas de organización empresarial para conseguir índices de calidad, productividad y excelencia. En un contexto empresarial y económico tan complejo, globalizado y competitivo como el actual, la gestión de procesos se ha convertido en una necesidad para las empresas, no para tener éxito, sino incluso también para subsistir. 
Actualmente hay una amplia variedad de lenguajes, herramientas y metodologías para el modelado de procesos de negocio. La adopción cada vez mayor de la notación BPMN como estándar, ayudará a unificar la expresión de conceptos básicos de procesos de negocio (por ejemplo: procesos públicos y privados, orquestación, coreografía, etcétera) así como conceptos avanzados de modelado (por ejemplo: manejo de excepciones, compensación de transacciones, entre otros).

## Ámbito de la BPMN
BPMN está planeada para dar soporte únicamente a aquellos procesos que sean aplicables a procesos de negocios. Esto significa que cualquier otro tipo de modelado realizado por una organización con fines distintos a los del negocio no estará en el ámbito de BPMN. Por ejemplo, los siguientes tipo de modelado no estarían en el ámbito de BPMN:
- Estructuras organizativas;
- Descomposición funcional;
- Modelos de datos.

Adicionalmente, a pesar de que BPMN muestra el flujo de datos (mensajes) y la asociación de artefactos de datos con las actividades, no es de ningún modo un diagrama de flujo de datos.

## Elementos
El modelado en BPMN se realiza mediante diagramas muy simples con un conjunto muy pequeño de elementos gráficos. Con esto se busca que para los usuarios del negocio y los desarrolladores técnicos sea fácil entender el flujo y el proceso. Las cuatro categorías básicas de elementos son:
- Objetos de Flujo: Eventos, Actividades, Rombos de control de flujo (gateways);
- Objetos de Conexión: Flujo de Secuencia, Flujo de Mensaje, Asociación;
- Carriles de nado (swimlanes): Piscina, Carril;
- Artefactos: Objetos de Datos, Grupo, Anotación.

Estas cuatro categorías de elementos nos dan la oportunidad de realizar un diagrama simple de procesos de negocio (en inglés Business Process Diagram, BPD). En un BPD se permite definir un tipo personalizado de objeto de flujo o un artefacto, si con ello se hace el diagrama más comprensible.
A partir de la versión 2.0, el único diagrama BPD se dividió en dos diagramas: Colaboración y Orquestación, a menudo se le sigue llamando BPD, además se adicionaron 2 tipos de actividades más complejas: de Conversación y de Coreografía

### “Objetos de Flujo”

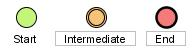
Eventos.
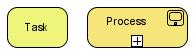
Actividades.
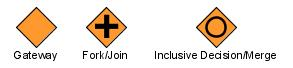
Compuertas (Control de Flujo).
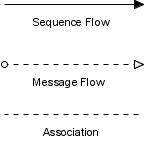
Conexiones.

Objetos de Flujo son los elementos principales descritos dentro de BPMN y consta de tres elementos principales: Eventos, Actividades y Compuertas (Control de Flujo).
Eventos
Están representados gráficamente por un círculo y describen algo que sucede (a diferencia de las Actividades que son algo que se hace). Los eventos también pueden ser clasificados como “Capturado” o “Lanzado”.
Evento Inicial
Actúa como un disparador de un proceso. Se representa gráficamente por un círculo de línea delgada relleno de color verde. Este evento permite “Capturar”.
Evento Final
Indica el final de un proceso. Está representado gráficamente por un círculo de línea gruesa relleno del color rojo. Este evento permite “Lanzar”.
Evento Intermedio
Indica que algo sucede entre el evento inicial y el evento final. Está representado gráficamente por un círculo de doble línea simple relleno de color naranja. Este evento puede “Capturar” o “Lanzar”.
Actividades
Se representan por un rectángulo de vértices redondeados y describe el tipo de trabajo que será realizado.
Tarea
Una tarea representa una sola unidad de trabajo que no es o no se puede dividir a un mayor nivel de detalle de procesos de negocio sin diagramación de los pasos de un procedimiento.
Subproceso
Se utiliza para ocultar o mostrar otros niveles de detalle de procesos de negocio. Cuando se minimiza un subproceso, se indica con un signo más contra de la línea inferior del rectángulo, cuando se expande el rectángulo redondeado permite mostrar todos los objetos de flujo, los objetos de conexión, y artefactos. Tiene, de forma autocontenida, sus propios eventos de inicio y fin; y los flujos de proceso del proceso padre no deben cruzar la frontera.
Transacción
Es una forma de subproceso en la cual todas las actividades contenidas deben ser tratadas como un todo. Las transacciones se diferencian de los subprocesos expandidos por estar rodeando por un borde de doble línea.
Compuertas (Control de Flujo)
Se representan por una figura romboidal y determinan si se bifurcan o se combinan las rutas dependiendo de las condiciones expresadas.

### “Objetos de Conexión”
Los objetos de conexión permitirán conectar cada uno de los objetos de flujo. Hay tres tipos: Secuencias, Mensajes y Asociaciones.
Flujo de Secuencia
Está representado por línea simple continua y flechada; y muestra el orden en que las actividades se llevarán a cabo. El flujo de secuencia puede tener un símbolo al inicio, un pequeño diamante indica uno de un número de flujos condicionales desde una actividad, mientras que una barra diagonal indica el flujo por defecto desde una decisión o actividad con flujos condicionales.
Flujo de Mensaje
Está representado por una línea discontinua con un círculo no relleno al inicio y una punta de flecha no rellena al final. Esto nos dice, que el flujo de mensaje atraviesa la frontera organizativa (por ejemplo, entre piscinas). Un flujo de mensaje no puede ser utilizado para conectar actividades o eventos dentro de la misma piscina.
Asociaciones
Se representan por una línea de puntos. Se suele usar para conectar artefactos o un texto a un objeto de flujo y puede indicar muchas direccionabilidades usando una punta de flecha no rellena (hacia el artefacto para representar a un resultado, desde el artefacto para representar una entrada, y los dos para indicar que se lee y se actualiza). La “no direccionabilidad” podría usarse con el artefacto o un texto está asociado con una secuencia o flujo de mensaje (como el flujo muestra la dirección).

### “Carriles de Nado”

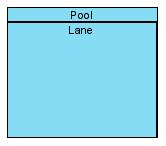
Carriles de Nado.
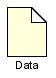
Objetos de Datos.
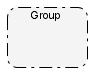
Grupos.
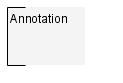
Anotaciones.

Los Carriles de Nado son un mecanismo visual de actividades organizadas y categorizadas, basados en organigramas funcionales cruzados y en BPMN consta de dos tipos:
Piscina
Representa los participantes principales de un proceso, por lo general, separados por las diferentes organizaciones. Una piscina contiene uno o más carriles (en la vida real, como una piscina olímpica). Una piscina puede ser abierta (por ejemplo, mostrar el detalle interno), cuando se presenta como un gran rectángulo que muestra uno o más carriles, o cerrada (por ejemplo, esconder el detalle interno), cuando se presenta como un rectángulo vacío que se extiende a lo ancho o alto del diagrama.
Carril
Usado para organizar y categorizar las actividades dentro de una piscina de acuerdo a su función o rol; y se presenta como un rectángulo estrecho de ancho o de alto de la piscina. Un carril contiene objetos de flujo, objetos de conexión y artefactos.

### “Artefactos”
Los Artefactos permiten a los desarrolladores llevar algo más de información al modelo o diagrama. De esta manera, el modelo o diagrama se hace más legible. Son tres artefactos predefinidos y son:
Objetos de Datos
Muestra al lector cuál es el dato que deberá ser requerido o producido en una actividad.
Grupos
Se representan por un rectángulo de líneas discontinuas y vértices redondeados. El Grupo se utiliza para agrupar diferentes actividades pero no afecta al flujo dentro de un diagrama.
Anotación
Se utiliza para darle al lector una descripción entendible del modelo o diagrama.

### Ejemplos de Diagramas de Procesos de Negocios

Haga clic para ampliar la imagen
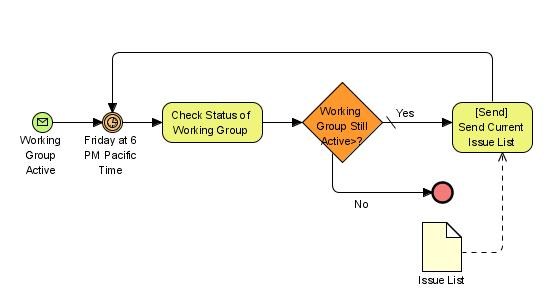
Un proceso con un flujo normal.
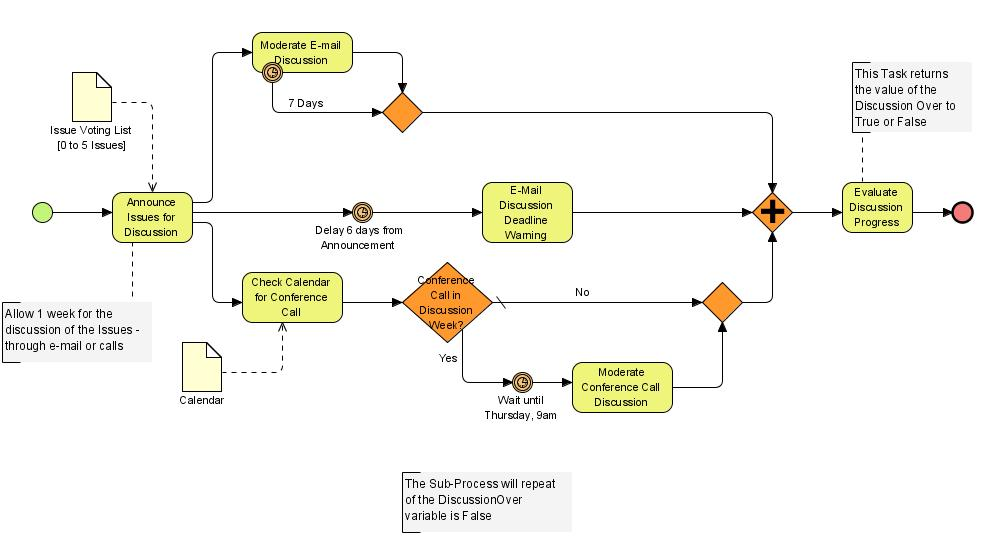
Ciclo de Discusión.
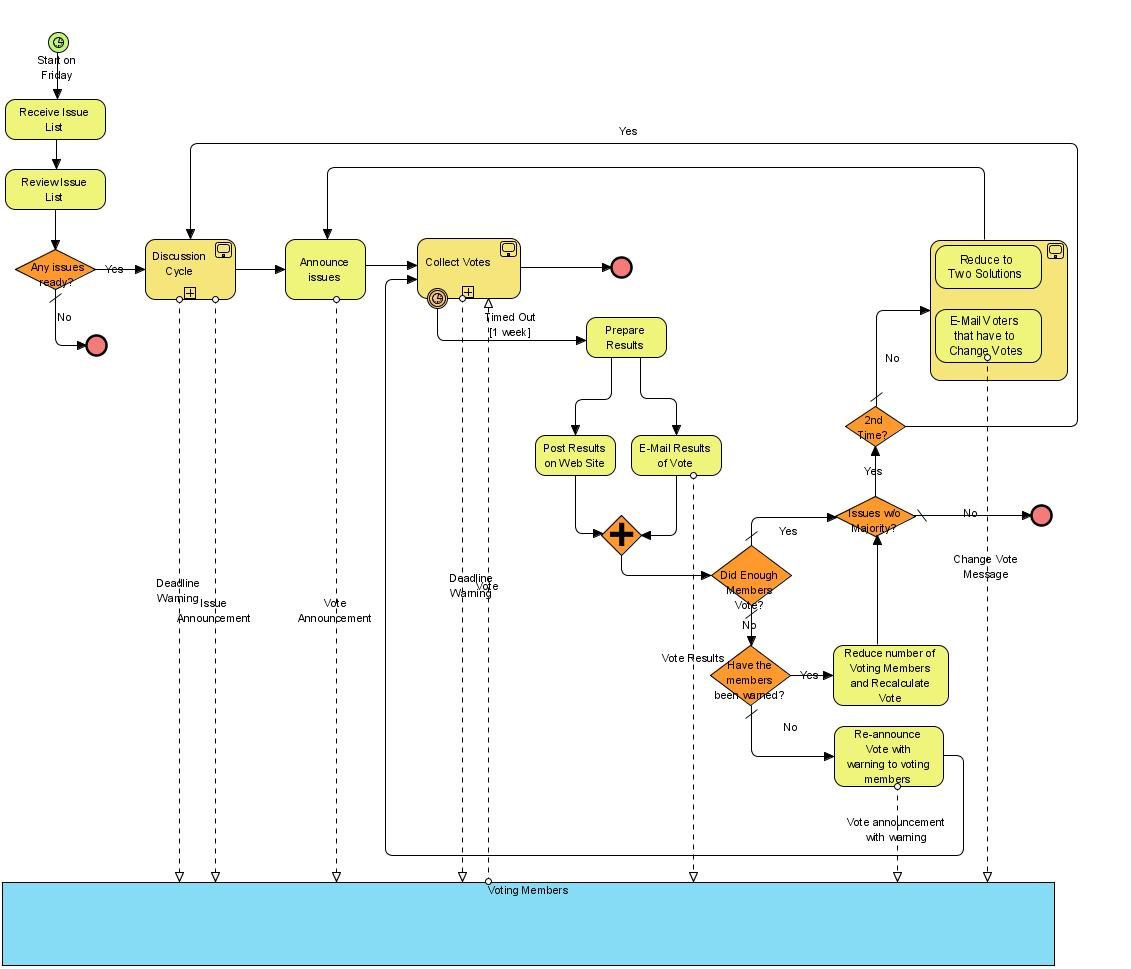
Proceso de Votos por correo electrónico.
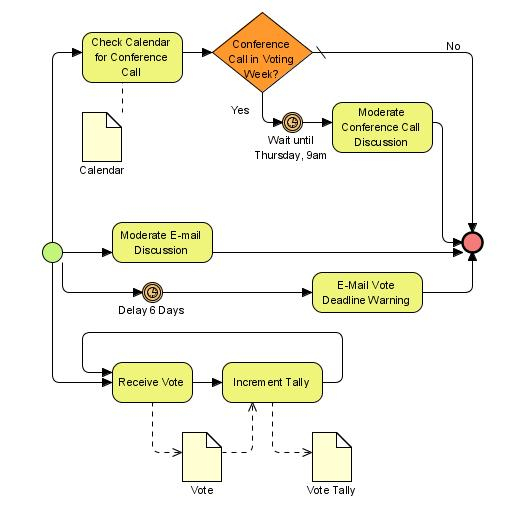
Recolección de Votos.

## Cómo implementar un sistema de gestión basado en procesos[2]
- Contar con el compromiso de la dirección para implantar este sistema de gestión.
- Identificar los procesos empresariales y establecer conexiones entre ellos.
- Completar un mapeo de procesos que ayude a los empleados a visualizar los flujos de trabajo y la nueva estructura.
- Llevar a cabo una experiencia piloto.